# ウイングフィールド
ウイングフィールドは、大阪府大阪市中央区にある民営の劇場。

## 概要
1992年3月23日に開館した大阪・ミナミにある「100人の戯空間」をキャッチフレーズとする劇場、これまでに数々の演劇公演を行っている。
経営は有限会社ウイングフィールドで、1フロア、客席は約100名の桟敷席となっているが、組み替えが可能で自由に舞台設定（四方客席、L字舞台など）ができるようになっている。
2010年から劇団の発掘・育成を目的に演劇祭「ウイングカップ」を開催している。

## アクセス
- Osaka Metro堺筋線 長堀橋駅 7番出口から南へ徒歩3分
- Osaka Metro御堂筋線 心斎橋駅 6番出口から東南へ徒歩10分
- 専用駐車場・駐輪場なし